# Крулевець (Гнезненський повіт)
Крулевець (пол. Królewiec, нім. Königsdorf) — село в Польщі, у гміні Вітково Гнезненського повіту Великопольського воєводства.
Населення — 54 особи (2011).
У 1975-1998 роках село належало до Конінського воєводства.

## Демографія
Демографічна структура станом на 31 березня 2011 року:
|          | Загалом | Допрацездатний вік | Працездатний вік | Постпрацездатний вік |
| -------- | ------- | ------------------ | ---------------- | -------------------- |
| Чоловіки | 24      | 5                  | 18               | 1                    |
| Жінки    | 30      | 11                 | 13               | 6                    |
| Разом    | 54      | 16                 | 31               | 7                    |